# Srpski rječnik
Diccionari Serbi (en serbi llatí, Srpski rječnik; i en serbi ciríl·lic, Српски рјечник), nom complet Српски рјечник истолкован њемачким и латинским ријечма ("diccionari serbi, en paral·lel amb paraules de l'alemany i del llatí") és un diccionari escrit per Vuk Stefanović Karadžić, publicat per primera vegada en 1818. És el primer diccionari conegut en serbi vernacle.

## Desenvolupament
Karadžić va començar a recollir paraules del serbi vernacle el 1815, pel suggeriment del lingüista eslovè Jernej Kopitar. La primera edició del diccionari va ser publicada el 1818, contenint 26.270 paraules que Karadžić havia escoltat en el parlar popular. Karadžić mantenia que la parla popular hauria de ser la base de la llengua, així doncs, el diccionari esdevingué una de les eines mes importants en la seva lluita per la reforma de la llengua i gramàtica del serbi. Al diccionari també van ser revisades les formes fonètiques. Més tard les noves formes fonètiques van ser incloses a la Gramàtica de la llengua sèrbia, la qual va ser fusionada amb el diccionari i traduït a l'alemany per Jacob Grimm el 1824, mentre que el diccionari en solitari va ser traduït al llatí i l'alemany per Jernej Kopitar.

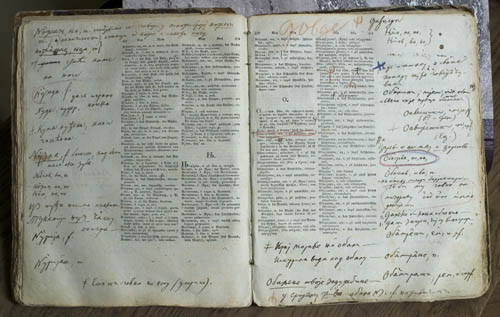
Original amb notes manuscrites de Vuk Karadžić.

Tot i ser finalitzat el 1816, el diccionari no va poder ser publicat fins al 1818 per diverses raons, principalment a causa de la manca de recursos per poder imprimir els diccionaris. Donat que en aquella època no hi havia cap impremta a Sèrbia els treballs d'impressió s'havien de fer a Àustria, on era necessari el permís del Metropolità Stefan Stratimirović. Stratimirović veia la feina ortogràfica de Karadžić com una amenaça a l'Església Ortodoxa Sèrbia i els seus hàbits d'educar els serbis amb l'idioma eslavo-serbi (славяносербскій, slavyanoserbski), una adaptació de l'idioma eslau eclesiàstic.
Karadžić també va implementar l'ús de noves i reformades lletres dins del diccionari, incloent-hi Ј, Љ, Њ, Ђ, Ћ i Џ. Paraules que usaven la lletra Х, que Karadžić insistia en que s'havia d'usar només amb paraules estrangeres, no van aparèixer en la primera edició del diccionari. Karadžić va ser més tard convençut per Lukijan Mušicki i Pavle Solarić per poder-la usar en algunes paraules. Tanmateix, "Х" mai va ser atribuïda en el diccionari com a lletra en començament de paraula i cap paraula que començava amb "Х" va ser inclosa.
El diccionari va ser criticat i atacat per contraris a la reforma de la llengua, sent uns dels arguments esmenats la gran quantitat de paraulotes presents en el mateix, les quals van ser incloses per indicació de Kopitar i Grimm. Jacob Grimm, qui va mostrar un gran interès en les paraulotes en la llengua sèrbia, va demanar a Karadžić incloure el seu equivalent en alemany mitjançant correspondència. Els atacs al diccionari no van cessar ni després de 1847, considerat l'any de la victòria de la reforma de Karadžić. Alguns lingüistes han trobat que Karadžić va plagiar alguns vells diccionaris escrits a Croàcia.